# Batalla del río Ch'ongch'on
La Batalla del río Ch'ongch'on, también conocida como la Batalla del Ch'ongch'on o la Campaña de Segunda Fase, Sector Occidental (en chino simplificado, 第二次战役西线; pinyin, Dì Èr Cì Zhàn Yì Xī Xiàn), fue una decisiva batalla de la guerra de Corea que tuvo lugar entre el 25 de noviembre al 2 de diciembre de 1950 a lo largo del valle del río Ch'ongch'on en el noroeste de Corea del Norte. En respuesta a la exitosa Campaña de la Primera Fase del ejército chino en contra de las fuerzas de las Naciones Unidas, el General Douglas MacArthur lanzó la Ofensiva A casa para Navidad para expulsar a las fuerzas chinas de Corea y poner fin a la Guerra. Anticipando esta reacción el Comandante del Ejército Popular Voluntario de China, Peng Dehuai, planeó una contraofensiva, llamada la "Campaña de Segunda Fase", en contra de las fuerzas de las Naciones Unidas que se encontraban avanzando.
Esperando repetir el éxito de la anterior Campaña de Primera Fase, el 13.º Ejército chino primeramente lanzó una serie de ataques sorpresa a lo largo del valle del río Ch'ongch'on en la noche del 25 de noviembre de 1950, destruyendo el flanco derecho del Octavo Ejército de los Estados Unidos al mismo tiempo que le permitió a las fuerzas chinas moverse rápidamente hacia la retaguardia de las Naciones Unidas. En las posteriores batallas y retiradas entre el 26 de noviembre y el 2 de diciembre, aunque el Octavo Ejército estadounidense logró evitar verse rodeado por fuerzas chinas, el 13.º Ejército consiguió infligir fuertes bajas en las fuerzas de la ONU que se encontraban en retirada y que habían perdido toda su cohesión. Luego de la batalla, el elevado número de bajas del Octavo Ejército obligó a todas las tropas de las Naciones Unidas a evacuar Corea del Norte y replegarse al paralelo 38.

## Antecedentes
Bueno, si avanzan lo suficientemente rápido, puede que algunos de ellos vuelvan a casa para Navidad.
General Douglas MacArthur

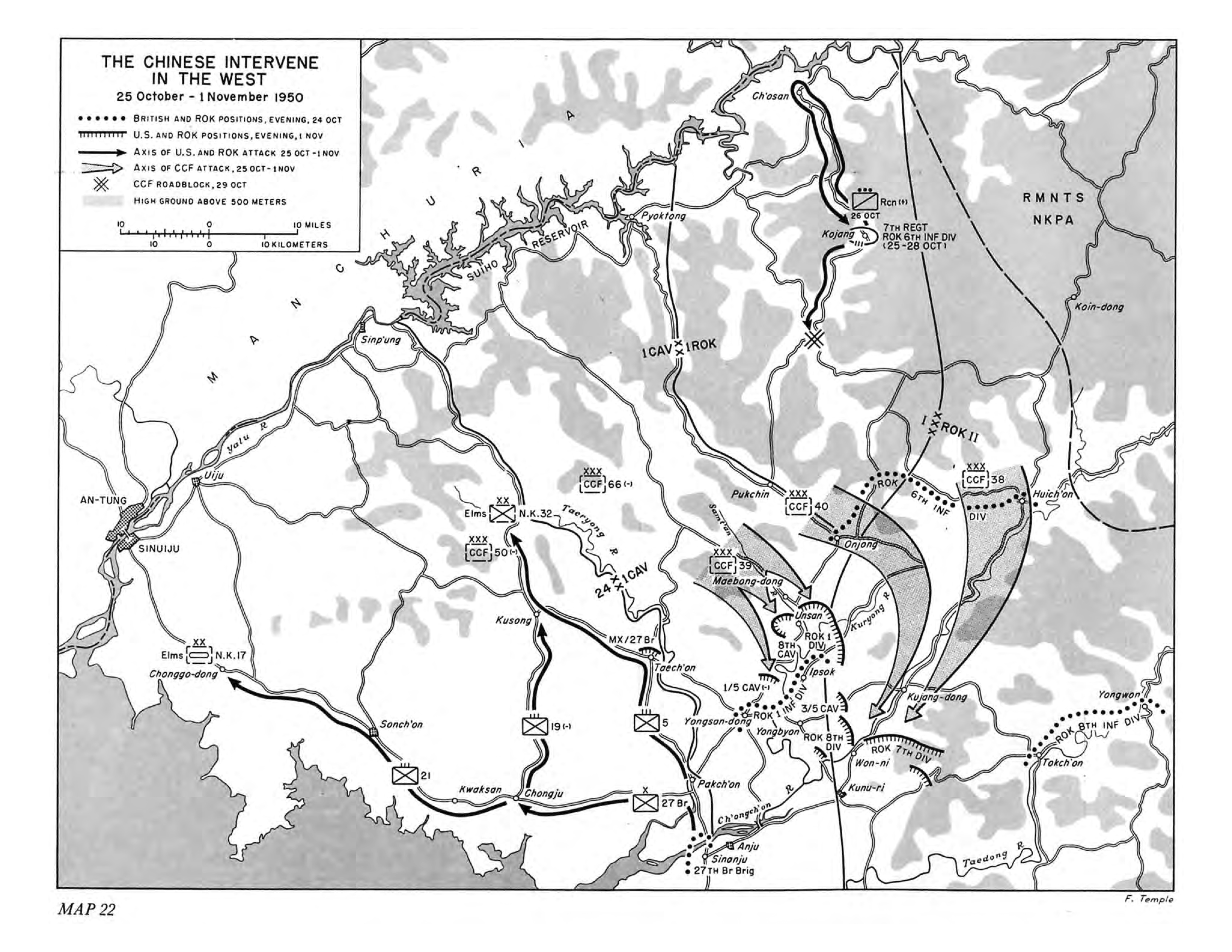
Mapa de la Campaña de Primera Fase llevada a cabo por China, 25 de octubre – 1 de noviembre de 1950

Luego del exitoso desembarco de las fuerzas de las Naciones Unidas en Incheon y la posterior destrucción del Ejército Popular de Corea (EPC) para mediados de 1950, el Octavo Ejército de los Estados Unidos cruzó el paralelo 38 y avanzó rápidamente hacia la frontera sino-coreana. Alarmado por estos acontecimientos, el presidente de China, Mao Zedong, ordenó al Ejército Popular Voluntario (EPV) a intervenir en Corea y lanzar la Campaña de Primera Fase en contra de las fuerzas de las Naciones Unidas. Entre el 25 de octubre y el 4 de noviembre de 1950, el 13.º Ejército del EPV sorprendió y derrotó al II Cuerpo de la República de Corea y la 1.ª División de Caballería de los Estados Unidos en una serie de batallas en los alrededores de Onjong y Unsan, destruyendo el flanco derecho del Octavo Ejército de los Estados Unidos al mismo tiempo que obligaron a las fuerzas de la ONU a replegarse al río Ch'ongch'on. Aunque las fuerzas chinas lograron romper las líneas de las Naciones Unidas, dificultades logísticas obligaron a las fuerzas chinas a replegarse el 5 de noviembre de 1950.
Pese al éxito de la Campaña de Primera Fase de los Chinos, los planificadores de las Naciones Unidas aún creían que China no había intervenido en Corea en gran escala. La rapidez con la que los chinos se replegaron cerca de la victoria reforzó esta creencia mucho más. Bajo la presunción de que solo 30.000 tropas chinas podías mantenerse ocultas en las colinas, el General Douglas MacArthur ordenó el bombardeo de los puentes sobre el río Yalu en un esfuerzo por cortar las líneas de refuerzos para las fuerzas chinas. Confiados de que la fuerza aérea de las Naciones Unidas podía detectar cualquier movimiento de tropas a lo largo del río Yalu, MacArthur lanzó la Ofensiva A casa para Navidad el 24 de noviembre para destruir las restantes fuerzas chinas y norcoreanas y poner fin a la guerra en Corea.
No obstante, ya había 180.000 soldados chinos estacionados en Corea y más refuerzos estaban cruzando la frontera, algo que los planificadores de la ONU desconocían. Aunque el EPV recibió órdenes de mantener una postura defensiva en Corea del Norte hasta que el armamento soviético pudiese llegarles en la primavera de 1951, su éxito inicial convenció a liderazgo chino que el EPV era capaz de cambiar el curso del avance de la ONU. Alentados por el hecho de que la ONU no conocía sus números exactos, el comandante del EPV Peng Dehuai delineó la Campaña de Segunda Fase, una contraofensiva cuyo objetivo era el de empujar a las fuerzas de las Naciones Unidas de vuelta a una línea entre el río Ch'ongch'on y Pionyang. Como parte de un plan de enganño para reforzar aún más la débil apariencia de las fuerzas chinas, Peng ordenó a todas las unidades a que se replieguen rápidamente al norte al mismo tiempo que liberaban prisioneros de guerra en el camino. Con 230.000 tropas a su disposición y otras 150.000 dirigiéndose al Embalse de Chosin, Peng autorizó el comienzo de la Campaña de Segunda Fase el 22 de noviembre de 1950.

## Preludio

### Lugares, terreno y clima
La batalla fue peleada a lo largo del frente de la ONU en los alrededores del río Ch'ongch'on y sus tributarios, el cual está ubicado a 50 kilómetros al sur de la frontera chino-coreana. El frente de la ONU se extendía horizontalmente desde la costa occidental de Corea hasta las Montañas Taebaek en Corea Central, mientras que el río Ch'ongch'on cruza hacia el norte de la línea de las Naciones Unidas en el pueblo de Kujang-dong. De oeste a este, una serie de pueblos, como Chongju, Yongsan-dong, Ipsok, Kujang-dong, Tokchon, y Yongwon salpican el frente, y conectando a estos pueblos están una serie de cruces de caminos ubicados en Sinanju, Anju, Kunu-ri y Pukchang-ni. Hay un camino que va hacia el sur desde Kunu-ri hasta Sunchon y finalmente hasta Pionyang, y que más adelante se convertiría en la principal ruta de retirada de las fuerzas de la ONU estacionadas en el centro del frente. Los escarpados terrenos en la ribera norte del río Ch'ongch'on formaban una barrera defensiva que permitió a los chinos ocultar su presencia mientras dispersaban a las fuerzas enemigas. La batalla también fue luchada durante uno de los inviernos coreanos más fríos en 100 años, con temperaturas que cayeron hasta los −30 grados Fahrenheit (−34,4 °C).

### Fuerzas y estrategias

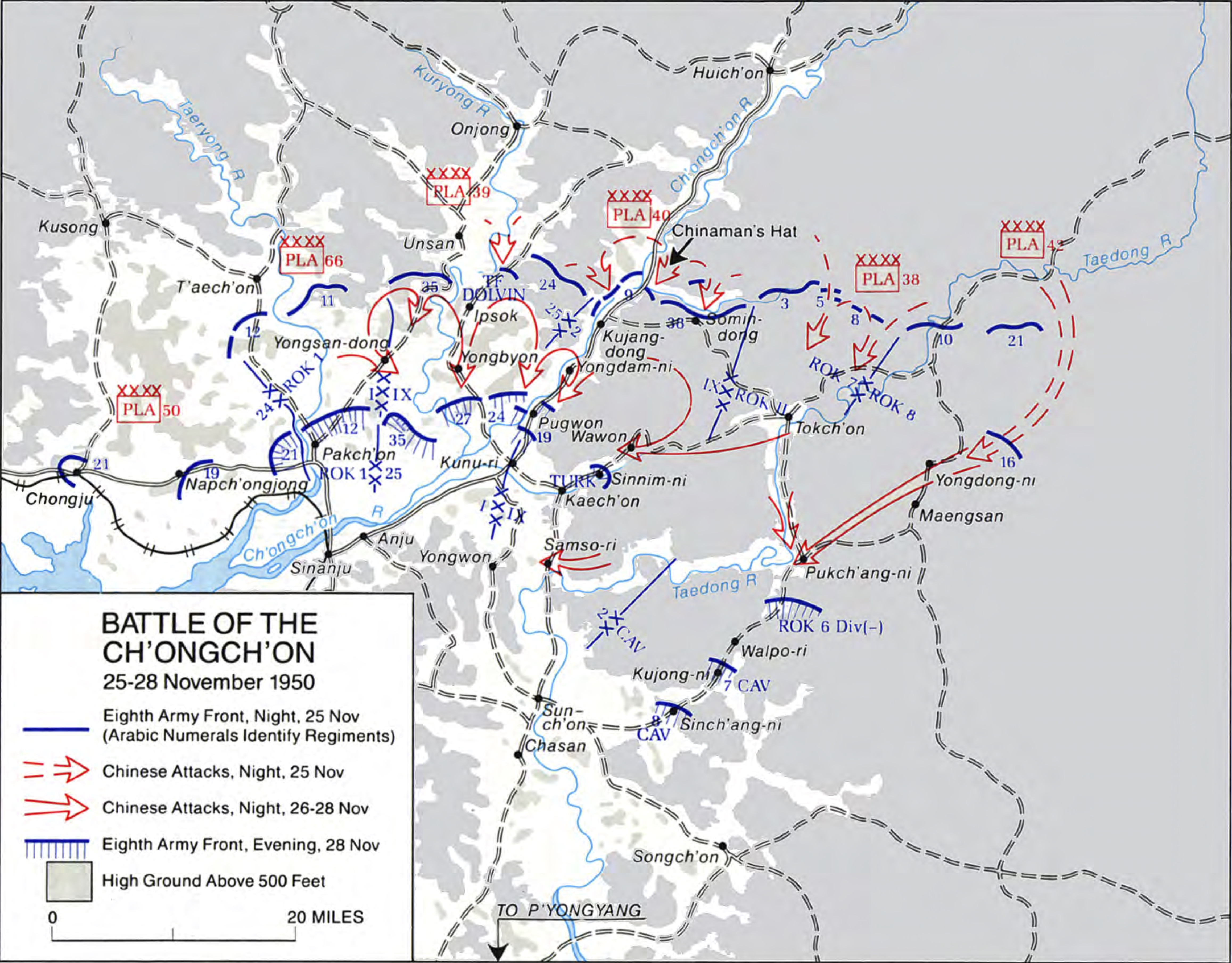
Mapa de la batalla del río Ch'ongch'on, 25–28 de noviembre de 1950

Bajo las instrucciones de MacArthur, el general Walton Walker del Octavo Ejército comenzó la Ofensiva A casa para Navidad a las 10 a. m. del 24 de noviembre de 1950. Con un II Cuerpo de la RC reconstituido ubicado en el flanco derecho del flanco derecho del Octavo Ejército, el avance fue liderado por el I Cuerpo de los EUA al oeste, el IX Cuerpo de los EUA en el centro, y el II Cuerpo de la RC al este. Los tres cuerpos de las Naciones Unidas avanzaron con cautela en un frente continuo para prevenir más emboscadas chinas como las de la Campaña de Primera Fase, pero la falta de hombres estiró a las fuerzas de la ONU a sus límites. A excepción de la fuerte resistencia china en contra del II Cuerpo, el Octavo ejército se encontró con muy poca oposición, y la línea entre Chongju y Yongwon fue ocupada en la noche del 25 de noviembre.
Pese la falta de hombres, el Octavo Ejército de los Estados Unidos tenía tres veces y media más la potencia de fuego que las fuerzas chinas. La Quinta Fuerza Aérea de los Estados Unidos, la cual era responsable del apoyo aéreo, también tenía muy poca oposición debido a la falta de armas antiaéreas de los chinos. Luego de un festín del Día de Acción de Gracias con pavos asados la noche anterior del avance, la moral de las tropas de la ONU estaba muy alta, y la idea de volver a casa para Navidad y a Alemania para la primavera estaba en las mentes de todos. La alta moral, sin embargo, causó una degradación de la disciplina de las tropas, y la mayoría de los soldados habían descartado sus suministros de equipamiento y municiones antes de la batalla. Una compañía de rifleros del IX Cuerpo de los EUA, por ejemplo, comenzó su avance sin la mayoría de los cascos y bayonetas, y en promedio cada hombre llevaba menos de una granada y 50 rondas de municiones. Debido a que los planificadores de la ONU no previeron que la guerra se extendería hasta una campaña en el invierno, todos los elementos del Octavo Ejército comenzaron la ofensiva con escaso equipamiento para el invierno.
Mientras el Octavo Ejército avanzaba, el 13.º Ejército del EPV se estaba escondiendo en las montañas con los 50.º y 66.º Cuerpos en el oeste, los 39.º y el 40.º Cuerpos en el centro y los 38.º y 42.º Cuerpos en el este. Anticipando los avances de la ONU, los chinos planearon una serie de contraataques para tomar desprevenido al Octavo Ejército. Esperando poder repetir el éxito de la anterior Campaña de Primera Fase, los 38.º y 42.º Cuerpos primero atacarían al II Cuerpo de la RC y para destruir el flanco derecho de la ONU, luego cortarían por detrás de las líneas enemigas. Al mismo tiempo, los 39.º y 40.º Cuerpos mantendrían al IX Cuerpo de EUA en su lugar evitando que puedan enviar refuerzos al II Cuerpo de la RC. Los 50.º y 60.º Cuerpos se quedarían atrás y vigilarían los avances del I Cuerpo de los EE. UU.
Aunque el 13.º Ejército del EPV tenía una fuerza nominal de 230 000 hombres, su fuerza en sentido práctico durante las batallas podía ser de hasta tan solo 150 000. El 66.º Cuerpo del EPV, por ejemplo, tenía solo 6600 hombres por división al principio de la batalla, a diferencia de los 10.000 que se esperaban por división. También solo había un arma de fuego disponible por cada tres soldados chinos, y el resto eran empleados como lanzadores de granadas. Debido a que la mayoría de los obuses y armas fueron dejadas en Manchuria, las armas de mortero eran las únicas armas de artillería de apoyo que tenían los chinos. Para la contraofensiva, el soldado chino promedio contaba con solo cinco días de raciones y municiones, y su reabastecimiento solo podía ser obtenido rebuscando en el campo de batalla. Para compensar, los chinos atacaron exclusivamente de noche y realizaron infiltraciones para evitar enfrentarse de frente a la potencia de fuego de las Naciones Unidas. El primitivo sistema de logística también había permitido a los chinos maniobrar el escarpado terreno, permitiéndoles así sobrepasar las defensas de la ONU y rodear sus posiciones aisladas. Debido a que los chinos habían capturado un gran número de armas nacionalistas durante la guerra civil china, la mayoría de las armas chinas estaban compuestas de armamento liviano estadounidense como la ametralladora Thompson, el rifle M1 Garand, el rifle automático M1918, la bazooka y el mortero M2.

## La batalla
A medida que el Octavo Ejército de los EE. UU. detuvo su avance en la tarde del 25 de noviembre de 1950, el 13.º Ejército del EPV comenzó la Campaña de Segunda Fase. Poco después se llevó a cabo un masivo ataque frontal contra la línea de las Naciones Unidas entre Yongsan-dong y Yongwon. Al oeste, la 1.ª División de Infantería de la RC del 1.er Cuerpo de los EUA fue atacada por el 66.º Cuerpo del EPV en Yongsan-dong. En el centro, los 39.º y 40.º Cuerpos del EPV realizaron fuertes acciones de sondeo contra el IX Cuerpo de los EUA en Ipsok y Kujang-dong. En el este, los 38.º y 42.º Cuerpos del EPV rompieron la línea del II Cuerpo de la RC en Tokchon y Yongwon. La ofensiva A casa para Navidad se vio completamente frenada en la mañana del 26 de noviembre.

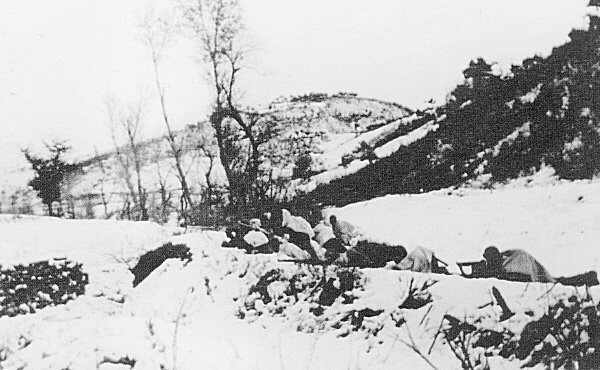
Soldados chinos preparando una emboscada contra las fuerzas de la ONU en retirada.

## Acciones en Tokchon y Yongwon
Luego de la Batalla de Onjong, el II Cuerpo de la RC fue reconocido por los chinos como la unidad más vulnerable del Octavo Ejército. Además de no contar con el mismo podería de fuego que su contraparte estadounidense, el II Cuerpo de la RC también se encontraba en el territorio más difícil en el flanco derecho de las Naciones Unidas. A las 10 a. m. del 24 de noviembre, la 7.ª División de Infantería de la RC en el flanco izquierdo del II Cuerpo atacó el norte desde Tokchon. Al mismo tiempo, la 8.ª División de Infantería de la RC en el flanco derecho avanzó hacia el norte desde Yongwon. Las empecinadas defensas de los 38.º y 42.º Cuerpos del EPV detuvieron rápidamente los avances coreanos, y la continua lucha en los dos días siguientes no hicieron que los coreanos logren ningún avance posterior. Durante los avances, las defensas chinas lograron crear una brecha en el centro de la 7.ª División de la RC, obligando a la división a comprometer a la mayoría de sus reservas al frente. Al mismo tiempo; la 6.ª División de Infantería de la RC en la retaguardia del II Cuerpo solo pudo ofrecer su 2.º Regimiento de Infantería como la reserva del cuerpo debido a las bajas sufridas anteriormente en Onjong.
A medida que los coreanos preparaban sus posiciones defensivas al anochecer del 25 de noviembre, dos cuerpos chinos se movilizaban para un contraataque decisivo en contra del flanco derecho del Octavo Ejército. El 38.º Cuerpo del EPV planeaba atacar con toda su fuerza el centro y el flanco derecho de la 7.ª División de Infantería de la RC, mientras que dos divisiones del 42.º Cuerpo comenzaron a marchar a través de las colinas para poder eludir y rebasar el flanco derecho de la 8.ª División de Infantería de la RC. Dada la importancia de este asalto, Han Xianchu, uno de los oficiales de Peng, comandó personalmente los 38.º y 42.º Cuerpos por el resto de la batalla.
El 38.º Cuerpo del EPV dio el primer golpe en contra del II Cuerpo de la RC a las 5 p. m. del 25 de noviembre. Ayudados por un elemento de sorpresa total, la 113.ª División del EPV del 38.º Cuerpo primero destruyó a la compañía de reconocimiento de la 7.ª División de Infantería de la RC en el flanco derecho de la división, creando una brecha de 0,5 kilómetros entre las 7.ª y 8.ª Divisiones de la RC. Al mismo tiempo, la 114.ª División del EPV del 38.º Cuerpo atacó el centroderecha de la 7.ª División de Infantería de la RC, haciendo retroceder a los 5.º y 8.º Regimientos de Infantería de la RC en el proceso. Cuando el centro y la derecha de la 7.ª División de infantería de la RC estaban en un caos total, las 112.ª y 113.ª Divisiones del 38.º Cuerpo se escabullieron a través de las líneas de las Naciones Unidas y avanzaron hacia Tokchon. Con solo un batallón en las reservas para hacerle frente a las divisiones chinas, la guarnición de Tokchon y el cuartel de la 7.ª División de Infantería de la RC se vieron rodeados rápidamente y atacados por dos divisiones chinas a las 4 a. m. del 26 de noviembre. Bajo fuertes presiones de la 114.ª División del EPV, los 5.º y 8.º Regimientos de Infantería trataron de replegarse a Tokchon, pero las emboscadas chinas en la retaguardia dispersaron a las desprevenidas fuerzas coreanas. En la tarde del 26 de noviembre, Tokchon fue capturado por los chinos, y 3.er Regimiento de Infantería de la RC en el flanco derecho de la 7.ª División de Infantería se movió hacia el oeste y se unió a la 2.ª División de Infantería de los EUA.
Mientras que la 7.ª División de Infantería estaba siendo aniquilada en Tokchon por el 38.º Cuerpo del EPV, la 8.ª División de Infantería de la RC también estaba siendo devastada, en Yongwon por el 42.º Cuerpo del EPV. Con la 125.ª División del EPV amarrando a los 10.º y 21.º Regimientos de Infantería de la RC en Yongwon,  las 124.ª y 126.ª Divisiones trataron de infliltrar la retaguardia de la 8.ª División de Infantería de la RC marchando a través de las colinas al este de Yongwon. A la 1 p. m. del 25 de noviembre, el 16.º Regimiento de la RC en la retaguardia de la 8.ª División de Infantería observó las dos divisiones chinas en Maengsan,, 20 km al sur de Yongwon.  Sorprendidos por esto, la 8.ª División de Infantería de la RC ordenó al 16.º Regimiento de Infantería a que bloqueara el avance chino mientras que los 10.º y 21.º Regimientos de la RC se replegaban de Yongwon.  Pero antes de que la orden pueda ser ejecutada, los chinos atacaron primero luego de darse cuenta de que su trampa había sido descubierta. A medida que los 10.º y 21.º Regimientos de Infantería se retiraban de Yongwon a primeras horas de la mañana del 26 de noviembre, la 125.ª División del EPV emboscó a ambos regimientos de la RC, obligando a los coreanos a abandonar su equipo pesado y a esconderse en las colinas. Mientras tanto, siguiendo las fogatas que los coreanos habían preparado para mantenerse calientes, la 124.º División del EPV rebasaron un batalló del 16.º Regimiento de Infantería de la RC y atacaron el puesto de mando de la 8.ª División de Infantería de la RC en Maengsan. Con toda la división dispersa, el cuartel de la 8.ª División de Infntería y el 16.º Regimiento de la RC se escapó de Maengsan el 27 de noviembre y se retiró del campo de batalla.
Durante el caos de la batalla, el Mayor General Yu Jai Hung del II Cuerpo de la RC no recibió noticias del frente hasta la medianoche del 25 de noviembre -cinco horas después de que los chinos habían entrado por la retaguardia coreana. Respondiendo a la crisis, Hung comprometió al 2.º Regimiento de Infantería de la 6.ª División de Infantería a que bloquee a las divisiones chinas. A medida que el 2.º Regimiento de Infantería marchaba hacia el frente en la mañana del 26 de noviembre, la 113.ª División del EPV interceptó al regimiento y destruyó su puesto de mando, dispersando a todas las reservas del II Cuerpo de la RC en el proceso. Luego de que la mayoría de las unidades del II Cuerpo de la RC fueran destruidas para la mañana del 27 de noviembre, el flanco derecho de la ONU cayó en manos de los chinos.
Aunque el reconocimiento aéreo de la ONU observó el 27 de noviembre que las fuerzas chinas en el flanco derecho de las Naciones Unidas se estaban moviendo rápidamente hacia la retaguardia del Octavo Ejército, Walker ordenó de todos modos al resto del Octavo Ejército a que continúen su ofensiva hacia el norte. Convencido de que el colapso del II Cuerpo de la RC era simplemente un pequeño contraataque chino, Walker ordenó al I y IX Cuerpos a que se dirijan al este para cubrir el sector del II Cuerpo de la RC. Sin embargo, para ese entonces, el I y IX Cuerpos ya habían sufrido fuertes bajas debido a la contraofensiva china en Kujang-dong, Ipsok y Yongsan-dong.

### Acciones en Kujang-dong

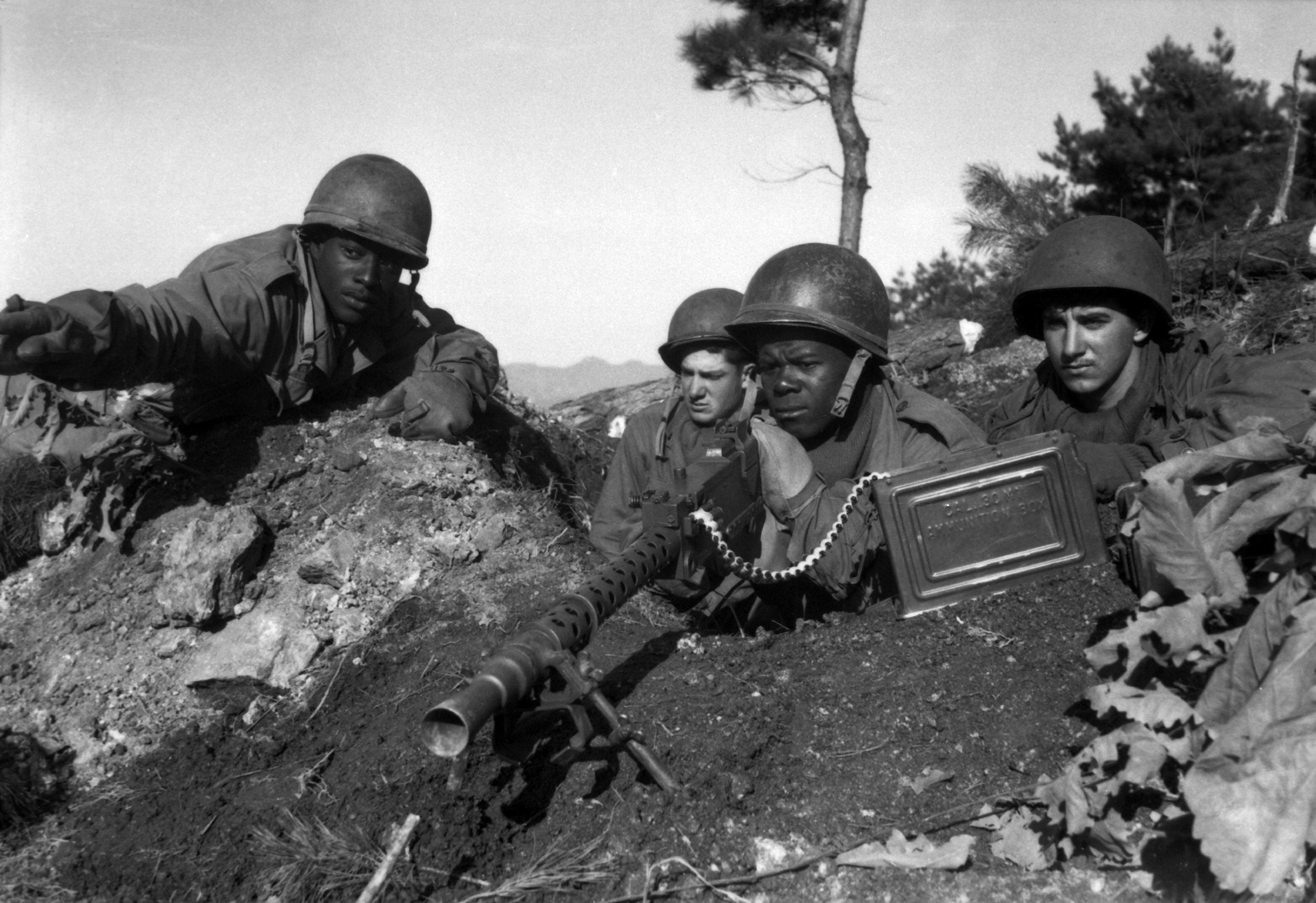
Soldados de la 2.º División de Infantería de los EUA en acción a finales de noviembre de 1950.

En la izquierda de la 7.ª División de Infantería de la RC, II Cuerpo de la RC, la 2.ª División de Infantería de los EUA del IX Cuerpo fue ubicado en el camino de una importante línea de suministro china. Durante la Ofensiva A casa para Navidad, el 9.º Regimiento de Infantería lideró el avance de la división hacia el norte sobre el río Ch'ongch'on, mientras que el 38.º Regimiento de Infantería fue ubicado en el flanco derecho de la división. La ofensiva comenzó con poca resistencia contra la 2.ª División de Infantería de los EUA, aunque el 9.º Regimiento de Infantería fue detenido por las defensas chinas en la Colina 219 al norte de Kujang-dong el 25 de noviembre. Para poder renovar la ofensiva al día siguiente, el 23.º Regimiento de Infantería de la 2.ª División de Infantería de los EUA fue trasladada a la retaguardia del 9.º Regimiento de Infantería. Al mismo tiempo, el 38.º Regimiento había llegado a Somin-dong, un pueblo en el camino entre Kujang-dong y Tokchon. Cuando el reconocimiento aéreo detectó un incremento en las actividades de los chinos, la Compañía A del 38.º Regimiento de Infantería fue enviado a patrullar dentro del territorio chino.
Para asegurar el éxito del contraataque chino contra el II Cuerpo de la RC, al 40.º Cuerpo del EPV se le asignó la misión de proteger el flanco del 38.º Cuerpo del EPV en contra de la 2.ª División de Infantería de los EUA. Para cumplir esta misión, la 119.ª División del 40.º Cuerpo del EPV primero atacaría Somin-dong y para evitar que los estadounidenses refuercen a los coreanos. La 120.ª División luego se abriría paso a través del río Ch'onch'on y atraparía al grueso de la 2.ª División de Infantería. Finalmente, la 118.ª División flanquearía a los estadounidenses desde el oeste y capturaría Kujang-dong por la retaguardia.
En la noche de la contraofensiva china, la 120.ª División del EPV se encontró por primera vez con el 9.º Regimiento de Infantería de los EUA por accidente en la ribera norte del río Ch'ongch'on. En encuentro sorpreso entre los bandos dejó al 9.º Regimiento con tan solo tres compañías de fusileros aptas para el combate. Sin saber que el 1.er Batallón del 23.º Regimiento de Infantería de los EUA se había ubicado atrás del 61.º Batallón de Artillería de Campo, cuatro Compañías Espada Afilada del 359.º Regimiento del EPV de la 120.ª División procedieron a cruzar el río y atacaron a las posiciones de artillería de los EUA. Aunque el 61.º Batallón fue dispersado por sorpresa, el 23.º Regimiento de Infantería de los EUA rápidamente derrotó a dos de las sorprendidas compañías chinas. Las tropas chinas que sobrevivieron se fueron hacia el este y ocuparon una colina llamada Sombrero de Chino, permitiendo a los chinos observar todas las posiciones del 23.º Regimiento de Infantería.
Mientras la 120.ª División del EPV comenzaba su ataque contra el centro de la 2.ª División de Infantería de los EUA, la 119.ª División del EPV también estaba tratando de crear una brecha entre Kujang-dong y Tokchon. En una serie de confusas batallas entre la 119.ª División del EPV y el 38.º Regimiento de los EUA, la Compañía A del 38.º Regimiento de Infantería que estaba patrullando fue la primera en ser destruida por los ataques chinos. Añadiendo a la confusión, los equipos de reconocimiento chinos recurrieron a utilizar bailes y música agradables para hacer que los estadounidenses dejasen expuestas sus posiciones, y los disparos chinos hicieron que la Compañía G perdiera el centro del 38.º Regimiento de Infantería. Los chinos también habían penetrado el flanco izquierdo del 38.º Regimiento, bloqueando su ruta de repliegue en el proceso. Para la mañana del 26 de noviembre, las tropas chinas habían sido avistadas rodeando por completo al 38.º Regimiento de Infantería.
Los chinos rápidamente se replegaron mientras llegaba la mañana del 26 de noviembre, y un contraataque por parte del 38.º Regimiento de Infantería luego reabrió el camino a la retaguardia. Cuando el 3.º Regimiento de Infantería de la RC de la 7.ª División de Infantería de la RC de pronto apareció en el sector del 38.º Regimiento de Infantería, el coronel George B. Peploe del 38.º Regimiento se dio cuenta de que el flanco derecho de la 2.ª División de Infantería de los EUA y el Octavo Ejército en su totalidad había colapsado. Bajo órdenes del mayor general Laurence B. Keiser, comandante de la 2.ª División de Infantería de los EUA, el coronel Pepoe tomó el mando del 3.er Regimiento de Infantería de la RC en forma inmediata al mismo tiempo que trataba de repeler las incursiones en su flanco derecho. Al mismo tiempo, el coronel Paul L. Freeman del 23.º Regimiento de Infantería también había tratado de capturar el Sombrero de Chino, pero sin mucho éxito.
Los chinos reiniciaron sus ataques de forma inmediata en la noche del 26 de noviembre. Un contraataque desde Sombrero de Chino capturó rápidamente el puesto de mando del 23.º Regimiento de Infantería. En el lado izquierdo del 23.º Regimiento de Infantería, la Compañía G del 9.º Regimiento de Infantería también fue rebasado por las fuerzas chinas, obligando al coronel Charles C. Sloane Jr. a replegar el resto de su regimiento al otro lado del río. Las emboscadas chinas en la retaguardia luego decimaron al resto del 9.º Regimiento de Infantería. A la derecha de la 2.º División de Infantería de los EUA, el comandante Wen Yuchen del 40.º Cuerpo del EPV ordenó a la 119.ª División destruir el 38.º Regimiento de infantería para proteger el avance chino en el flanco derecho de las Naciones Unidas. La feroz lucha pronto obligó al 38.º Regimiento de Infantería a tener que luchar para regresar a Kujang-dong para poder volver a reunirse con la división.
Aunque Walker no canceló la Ofensiva A casa para Navidad el 27 de noviembre, Keiser ordenó a su división a replegarse a Kujang-dong. Antes de que la orden de Keiser fuese completada el 28 de noviembre, Walker ordenó al mayor general John B. Coulter del IX Cuerpo fijar una nueva línea defensiva en Kunu-ri— 20 kilómetros al sur de la 2.ª División de Infantería de los EUA. La retirada completa de la 2.ª División de los EUA comenzó la noche del 27 de noviembre, con los chinos atacando a los estadounidenses por todos lados. A medida que el convoy de la división trataba de moverse hacia el sur, se encontraron con fuego de ametralladora y mortero de numerosos bloqueos chinos en la retaguardia. Los equipos de bazuca también destruyeron varios vehículos mientras que otros trataban de subirse a los tanques y lanzar granadas en la escotilla. Con algunas bajas, la 2.ª División de Infantería rompió el bloqueo de la 118.ª División del EPV y llegó a Kunu-ri en la noche del 28 de noviembre.

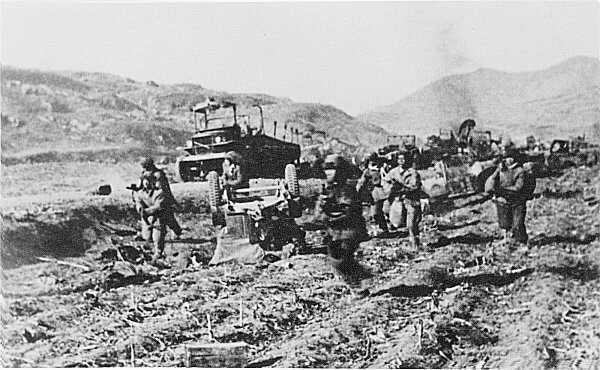
Soldados del 39.º Cuerpo chino persiguiendo a la 25.º División de Infantería de los EUA.

### Acciones en Ipsok
Para la ofensiva A casa para Navidad, la 25.ª División de Infantería de los EUA del IX Cuerpo avanzó sobre la izquierda de la 2.ª División de Infantería de los EUA a lo largo del río Kuryong, uno de los tributarios del norte del río Ch'ongch'on. El 24 de noviembre, la 25.ª División de Infantería comenzó su ofensiva en la ciudad de Yongbyon, al sur de Ipsok. Para liderar la ofensiva, cinco compañías de infantería, acorazados y artillería fueron separados de la 25.ª División para formar un equipo especial llamado "Fuerza de Tarea Dolvin". Con este equipo liderando la ofensiva en la ribera oriental del río Kuryong, el 24.º Regimiento de Infantería de los EUA de la 25.ª División de Infantería fue ubicado a la derecha de la división para mantener el contacto con la 2.ª División, mientras que el 35.º Regimiento de Infantería de la 25.ª División estaba en la ribera occidental del río avanzando desde Yongsan-dong hacia Unsan. El 27.º Regimiento de Infantería de la 25.ª División de Infantería estaba ubicado en la retaguardia de la división como reservas.
Debido a la reciente derrota de la ONU en la Batalla de Unsan, la 25.ª División de Infantería esperaba encontrar una fuerte resistencia china durante su avance. Pero las fuerzas Chinas se retiraron ante el avance estadounidense. Aparte del fuego de acoso, la 25.ª División no encontró mucha resistencia a lo largo del camino. Ipsok fue capturado por la Fuerza Dolvin el 24 de noviembre, y varios prisioneros de guerra estadounidenses de la batalla en Unsan también fueron recuperados en el pueblo. Cuando la fuerza Dolvin procedió a capturar una serie de colinas al norte de Ipsok al día siguiente, La resistencia china comenzó a hacerse más fuerte. Durante las batallas en las colinas en la tarde del 25 de noviembre, la Octava Compañía de Rangers del Octavo Ejército de la Fuerza Dolvin sufrió fuertes bajas en contra de las defensas chinas, y el grupo detuvo su ataque al anochecer.
Mientras la 25.ª División de Infantería de los EUA avanzaba, el 39.º Cuerpo del EPV se encontraba esperando instrucciones del Alto Mando del EPV. Pero los chinos aún estaban conduciendo una serie de acciones exploratorias contra las posiciones estadounidenses en la noche del 25 de noviembre. Las patrullas chinas pronto destruyeron el resto de la Compañía Ranger, mientras que numerosos equipos de reconocimiento chinos disfrazados como estadounidenses infiltraron las posiciones del Equipo Dolvin. A la derecha de Dolvin, los terrenos montañosos dispersaron al 24.º Regimiento de los EUA al mismo tiempo que bloquearon la mayoría de sus transmisiones de radio. Luego de saber de la destrucción de la Compañía Ranger, el mayor general William B. Kean de la 25.ª División de Infantería envió al 2.º Batallón del 27.º Regimiento de Infantería para reforzar a Dolvin. También envió al comandante asistente de la división, el brigadier general Vennard Wilson para comandar a la fuerza, renombrando a Dolvin como "Fuerza de Tarea Wilson".
Luego del exitoso ataque contra el flanco derecho del Octavo Ejército, el Alto Mando del EPV dio la luz verde al 39.º Cuerpo para que ataque ala 25.ª División de Infantería de EUA el 26 de noviembre. La 115.ª División del EPV del 39.º Cuerpo fue movilizada inmediatamente para un asalto en contra de la Fuerza de Tarea Wilson y el 24.º Regimiento de Infantería de los EUA, mientras que las divisiones 116.ª y 117.ª se movían para atacar Ipsok y cortar la ruta de escape de los estadounidenses. El devastador ataque rápidamente dejó diezmada y tambaleándose a la fuerza. El 374.º Regimiento del EPV de la 115.ª División se encontró por primera vez con la Compañía C en el centro de la fuerza de tarea, y tras un cerrado encuentro la mayoría de los miembros de la Compañía C fueron declarados MIA. En el flanco derecho, la 115.ª División atacó a la Compañía B de la fuerza de tarea. Tras enfrentarse a varias oleadas de hombres bomba chinos, la Compañía B quedó reducida a 26 soldados de una cantidad inicial de 200. Algunos francotiradores e infiltradores chinos lograron llegar hasta el puesto de mando de la Fuerza de Tarea Wilson, resultando en la muerte del oficial ejecutivo de la fuerza. A medida que toda la línea de la fuerza de tarea colapsaba, la Compañía E que se encontraba inactiva en la retaguardia fue empujada a la línea. Aunque los disparos de tanques de la Compañía E detuvieron el avance chino, la compañía se vio reducida a tan solo un pelotón luego de la batalla. Las fuerzas chinas en la retaguardia también atacaron a la artillería de la fuerza de tarea en Ipsok, evitando así el fuego de cobertura durante la noche. Como resultado de la batalla nocturna, la fuerza de tarea se vio rodeada, y las tropas chinas estaban cantando en todas las direcciones en contra de los estadounidenses. Cuando Wilson trató de evacuar a los heridos, los bloqueos chinos en el camino emboscaron al convoy médico justo al sur del perímetro del 2.º Batallón.
Ya que solo el 2.º Batallón de la Fuerza de Tarea Wilson continuaba estando disponible para combate en la mañana del 27 de noviembre, Wilson ordenó a la fuerza que se repliegue a Ipsok. Bajo una fuerte cobertura aérea, el 2.º Batallón rompió a través del bloqueo del 348.º Regimiento del EPV y llegó a Ipsok en la tarde. Mientras tanto, el 24.º Regimiento de Infantería había perdido contacto con la mayoría de sus unidades, y el comandante del Regimiento, el coronel John T. Corley, solo pudo reagruparse con uno de sus batallones en la mañana del 27 de noviembre. El 28 de noviembre, Walker trasladó al I Cuerpo de los EUA al este al incorporar la 25.ª División de Infantería de los EUA al I Cuerpo, al mismo tiempo que ordenó a la 25.ª División a replegarse al río Ch'ongch'on. Con la reincorporación del 35.º Regimiento de Infantería de los EUA luego de la batalla en Yongsan-dong, el 25.º de Infantería se replegó al sur y la Fuerza de Tarea Wilson fue disuelta por Kean el 28 de noviembre.

### Acciones en Yongsan-don

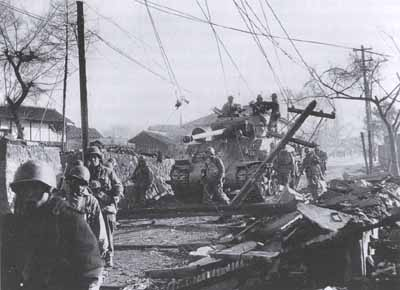
Tanques e infantería estadounidense avanzando hacia el río Yalu en noviembre de 1950.

Tras un extenso reequipamiento después de la batalla de Unsan, la 1.ª División de Infantería de la RC fue ubicada en el flanco derecho del I Cuerpo de los EUA en Yongsan-don el 20 de noviembre. Como parte de la Ofensiva A casa para Navidad, la 1.ª División de Infantería de la RC debía avanzar hacia el norte y capturar el pueblo de Taechon mientras el 35.º Regimiento de Infantería de los EUA avanzaba hacia el norte desde Yongsan-dong sobre el flanco derecho coreano. Al mismo tiempo, la 24.ª División de Infantería estadounidense del I Cuerpo avanzaría hacia Chongju en el flanco izquierdo de la 1.ª División de la RC.
En la mañana del 24 de noviembre, la 1.ª División de Infantería de la RC avanzó hacia el pueblo de Taechon con sus 11.º y 12.º Regimientos de Infantería a la cabeza. Aunque trampas y fuego de mortero chino en el camino intentaron retrasar a los coreanos, la 1.ª División de Infantería de todos modos logró rodear el pueblo para el amanecer del 24 de noviembre. Pero para sorpresa de los coreanos, la 1.ª División de Infantería estaba marchando justo hacia el punto de reunión chino, y la resistencia alrededor de Taechon se incrementó como resultado de esto. En la noche del 24 de noviembre, el 66.º Cuerpo del EPV que se encontraba defendiendo contraatacó a los coreanos con cargas de infantería y caballería, y las tropas chinas y coreanas se vieron involucradas en una batalla de ida y vuelta entre el 25 y el 26 de noviembre.
A medida que la batalla en los alrededores de Taechon se extendió hasta la noche del 26 de noviembre, el 11.º Regimiento de Infantería de la RC en el lado derecho de la división se desorganizó. El brigadier general Paik Sun Yup de la 1.ª División de Infantería rápidamente trajo al 15.º Regimiento de Infantería de sus reservas para darle un respiro al 11.º Regimiento. Luego de recibir noticias sobre el ataque chino contra la 25.º División al otro lado del río Kuryong, Paik también ordenó a su división redirigirse para defender la inminente contraofensiva china. Al amanecer del 27 de noviembre, las tropas chinas en los alrededores de Taechon no detuvieron su asalto ni siquiera bajo intensos ataques aéreos de las Naciones Unidas, y algunos de los ataques fueron desviados hacia el área de la 24.º División de Infantería de los Estados Unidos. Luego de darse cuenta de que su flanco estaba cediendo, la 24.ª División y el 35.º Regimiento de los Estados Unidos comenzaron a replegarse hacia el sur en dirección del río Ch'ongch'on.
A la 1 p. m. del 27 de noviembre, Peng ordenó al 66.º Cuerpo del EPV a destruir la 1.ª División de Infantería de la RC antes de que los coreanos se puedan replegar al río Ch'ongch'on. En la noche del 27 de noviembre, el 66.º Cuerpo del EPV lanzó un ataque masivo contra la 1.ª División de la RC, el 5.º Regimiento de Combate de los EE. UU. del 24.ª División de Infantería y el 35.º Regimiento de Infantería de los EE. UU. Luego de la medianoche, los ataques chinos rompieron las líneas coreanas y capturaron a Yongsan-dong, resultando en la derrota de puestos de mando de los Regimientos de Infantería 11.º y 15.º de la RC y 35.º de los EE. UU. Los regimientos de la RC se dispersaron poco después al mismo tiempo que el 35.º Regimiento estadounidense que estaba replegándose fue bloqueado en Yongsan-dong por fuerzas chinas que lo atacaron desde atrás. Bajo fuerte presión, el 35.º Regimiento de Infantería lucharon a través del pueblo y se reencontraron con la 25.ª División de EE. UU. en la tarde del 28 de noviembre. Al mismo tiempo, Paik reunió a los regimientos destruidos de la RC y recapturó Yongsan-dong. La 1.ª División de Infantería de la RC resistió los embates chinos contra el pueblo hasta que estas fuerzas se replegaron el 29 de noviembre.

### Acciones en Kunu-ri

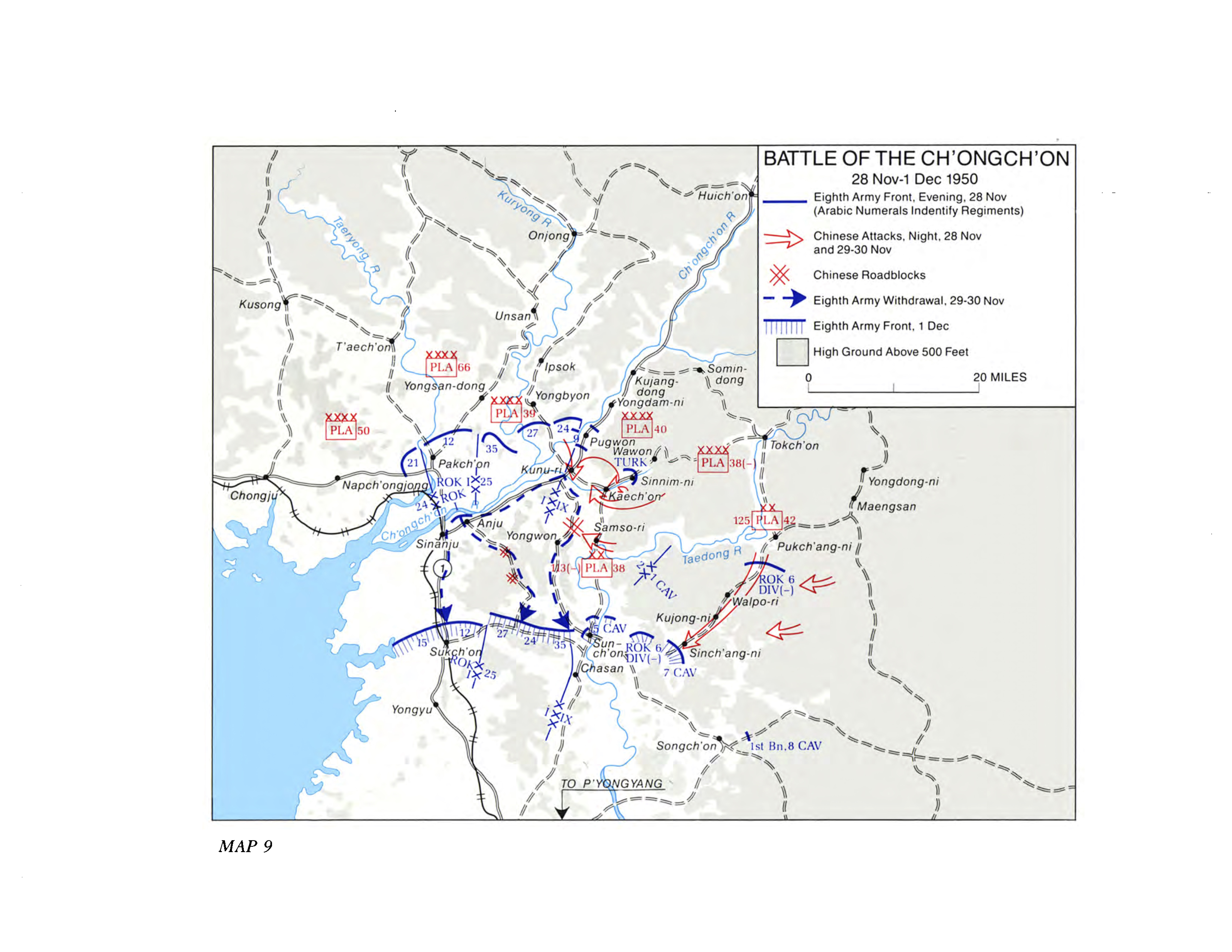
Mapa de la batalla del río Ch'ongch'on, 28 de noviembre - 1 de diciembre de 1950.

Kunu-ri es una aldea ubicada en un cruce de caminos en la ribera norte del río Kaechon, uno de los tritubarios sur del río Ch'ongch'on. A medida que la contraofensiva china se hacía más fuerte en contra del centro del Octavo Ejército, Kunu-ri se había convertido en un cuello de botella importante para el repliegue del IX Cuerpo de los Estados Unidos. Para poder estabilizar el frente, el 28 de noviembre, Walker ordenó a la 2.ª División de Infantería a que se repliegue desde Kujang-dong y que instale una nueva línea defensiva en Kunu-ri. La importancia de Kunu-ri también fue observada por los chinos, y el 27 de noviembre, Peng ordenó al 38.º Cuerpo del EPV que corte la ruta de escape de IX Cuerpo de los EE. UU. La 114.ª División del EPV del 38.º Cuerpo debía capturar Kunu-ri marchando en dirección oeste sobre el camino desde Tokchon, mientras que la 112.ª División del EPV debía seguir una ruta paralela a las colinas al norte del camino.
Con la 2.ª División de Infantería aún ocupada en Kujang-dong, Coulter ordenó a la Brigada Turca en las reservas del IX Cuerpo a que bloquee el avance chino. En la noche del 27 de noviembre, los turcos tomaron posiciones defensivas en Wawon al este de Kunu-ri. Pronto se encontraron con 342.º Regimiento del EPV de la 114.ª División. La batalla subsiguiente entre el regimiento chino y la brigada continuó durante gran parte del 28 de noviembre, resultando en 400 bajas turcas. Cuando llegó el anochecer del 28 de noviembre, la brigada turca trató de replegarse a unos 5 km al oeste de Sinim-ri para acomodarse en posiciones defensivas más fuertes, pero el 342.º Regimiento del EPV la alcanzó y atacó su retaguardia, rodeando por completo a la brigada. Con las comunicaciones cortadas entre la brigada y el comando turco, los 340.º y 342.º Regimientos del EPV de la 114.ª División procedieron a fragmentar a la brigada durante la batalla nocturna. Los turcos rompieron el cerco chino en la mañana del 29 de noviembre y la brigada fue acoplada a la 2.ª División de Infantería de los Estados Unidos.
Pese a que la Brigada Turca se vio disminuida por los chinos, sus acciones retrasaron al EPV y permitieron a la 2.ª División de Infantería de los EUA asegurar Kunu-ri en la noche del 28 de noviembre. Mientras el 23.º Regimiento de Infantería alistaba las posiciones defensivas al norte de Kunu-ri en la mañana del 29 de noviembre, el 38.º Regimiento de Infantería trató de ocupar las colinas al noroeste de Kunu-ri. No obstante, los estadounidenses descubrieron poco después que la 112.ª División del EPV ya había ocupado las colinas. El 38.º Regimimento de Infantería luego se vio obligado a ocupar una posición más baja a un kilómetro de los chinos. Al mismo tiempo, lo que quedaba de la Brigada Turca se unió al 38.º Regimiento de Infantería, cubriendo el flanco derecho del regimiento en la ribera norte del río Kaechon.

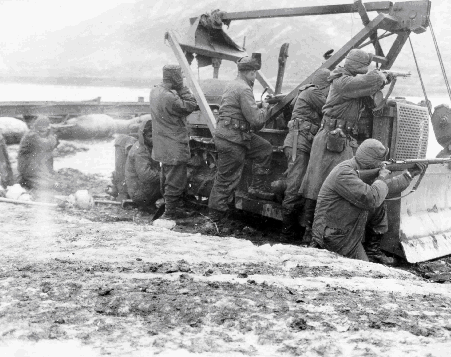
Elementos del 2.º Batallón de Ingenieros de Combate de los EE. UU., parte de la 2.ª División de Infantería, luchando en una escaramuza en la retaguardia en Kuni-ri

En la tarde del 28 de noviembre, MacArthur comenzó a reconocer que existía una creciente crisis en Corea. Con el inicio de la batalla del embalse de Chosin el 27 de noviembre, MacArthur reunió a todos sus comandantes en el terreno, incluyendo a Walker, para una conferencia en Tokio. Durante la conferencia, MacArthur se enteró sobre la situación en el flanco derecho del Octavo Ejército y concluyó que el Octavo Ejército estaba en gran peligro. Instruyó a Walker a que se retire de la batalla antes de que los chinos puedan rodear al Octavo Ejército. Luego de la conferencia, el 29 de noviembre, Walker ordenó a todas las unidades del Octavo Ejército a replegarse a una nueva línea alrededor de Sunchon, 30 kilómetros al sur de Kunu-ri.
Siguiendo las órdenes de Walker, la mayoría de las unidades más importantes del Octavo Ejército rápidamente rompió contacto con los chinos y se replegó, pero la 2.ª División de Infantería se vio obligada a quedarse en Kunu-ri para poder aguantar la embestida de las fuerzas chinas en el flanco derecho del Octavo Ejército. Para cuando la 2.ª División de Infantería trató de replegarse en la noche del 29 de noviembre, las dos divisiones chinas atacaron al 38.º Regimiento de Infantería. La 112.ª División del EPV primero atacó al 38.º Regimiento en el flanco derecho, pero las defensas estadounidenses se mantuvieron firmes, obligando a los chinos a ponerse a la defensiva. Mientras tanto, la 114.ª División del EPV atacó a la Brigada Turca y el flanco derecho del 38.º Regimiento de Infantería. Los chinos rebasaron el flanco turco atacando a lo largo de la ribera sur del Río Kaechon, para luego cruzar el río hacia las zonas de la retaguardia de las Naciones Unidas. Al darse cuenta de lo que sucedía, el brigadier general Tahsin Yazıcı de la Brigada Turca ordenó la retirada, dejando el flanco derecho del 38.º Regimiento de Infantería completamente al descubierto. Al anochecer del 29 de noviembre, los chinos habían cortado el camino principal entre 38.º Regimiento y Kunu-ri, y los estadounidenses tuvieron que replegarse infiltrando las líneas chinas. A las 4 a. m. del 30 de noviembre, el 38.º Regimiento de Infantería cruzó el río Kaechon con la cobertura del 23.º Regimiento de Infantería y dejando a Kunu-ri bajo control chino.

### La baqueta

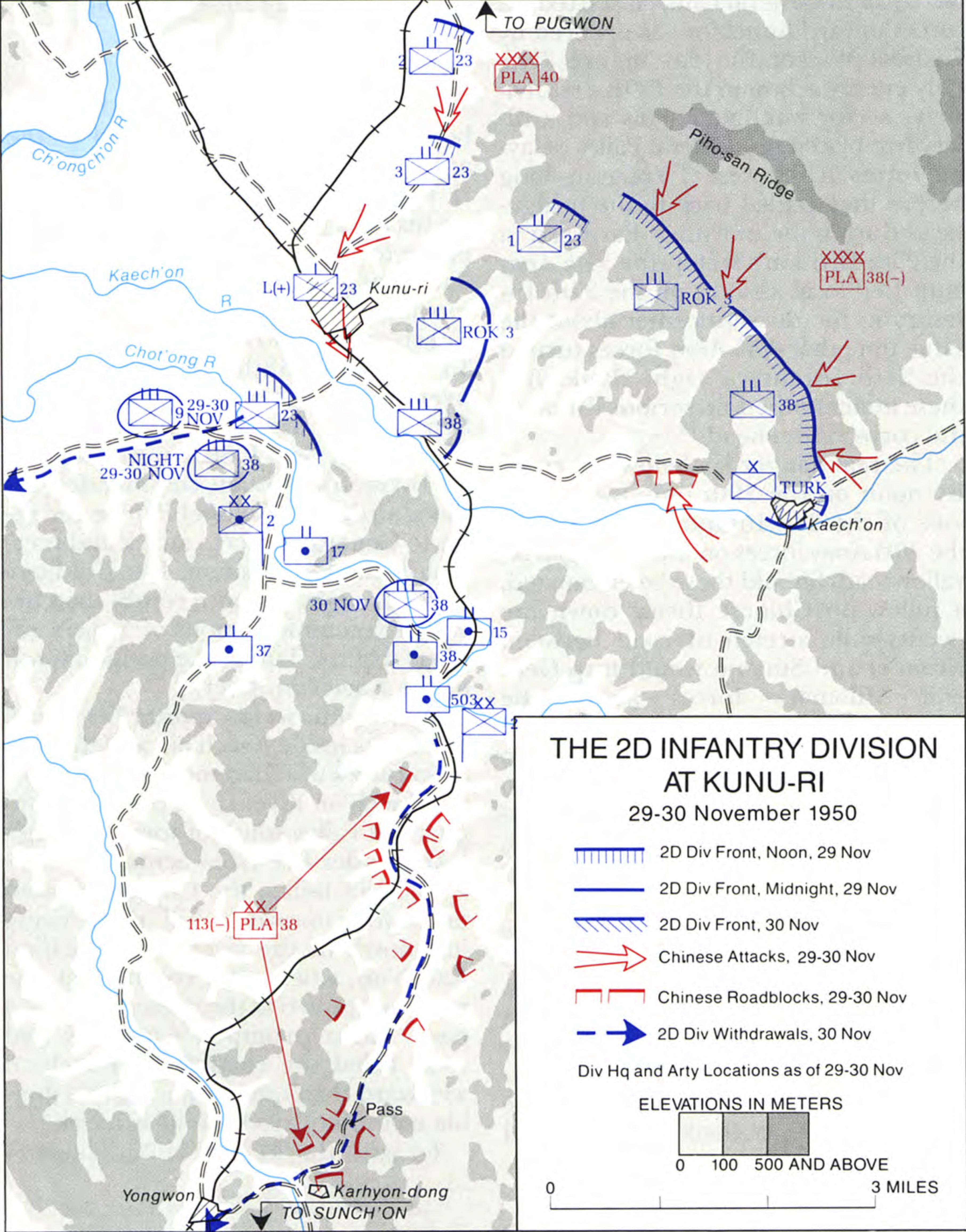
Mapa de la retirada de la 2.ª División de Infantería de los EE. UU.

Tras el colapso de II Cuerpo de la RC el 27 de noviembre, Peng ordenó inmediatamente al 38.º Cuerpo del EPV a que corte el camino entre Kunu-ri y Sunchon en la retaguardia del IX Cuerpo de los EUA, mientras que el 42.º Cuerpo del EPV rodearía a la totalidad del Octavo Ejército apresurándose hacia el sur a través de Pukchang-ni y capturando Sunchon. En el mismo día, Walker movió la línea del Octavo Ejército hacia el este al unir la 1.ª División de Caballería y la 27.ª Brigada de Infantería de la Commonwealth anglo-australiana al IX Cuerpo de los EUA. La 1.ª División de Caballería de los EUA contendría el avance chino en Pukchang-ni, mientras que la 27.ª Brigada de la Commonwealth debía asegurar el camino entre Kunu-ri y Sunchon.
Con nuevas órdenes el 5.º Regimiento de Caballería de los EUA de la 1.ª División de Caballería dejó Kunu-ri para volver a unirse a la división al noreste de Suchon. Con el 5.º Regimiento de Caballería ausente y el 8.º Regimiento aún recuperándose de sus derrotas anteriores en la batalla de Unsan, el mayor general Hobart Gay de la 1.ª División de Caballería de los EE. UU. ubicó al 7.º Regimiento de Caballería en el sur de Pukchang-ni, detrás de lo que quedaba de la 6.ª División de Infantería de la RC. Sin refuerzos, la 6.ª División fue rápidamente derrotada por el 42.º Cuerpo del EPV en la noche del 28 de noviembre. Fuerzas chinas atacaron al 7.º Regimiento de Caballería bajo la cobertura de soldados coreanos y refugiados que llegaban en multitudes hacia el frente estadounidense. Bajo una orden de Gay, el 7.º Regimiento de Caballería se replegó hacia el suroeste al pueblo de Sinchang-ni en la mañana del 29 de noviembre, y los chinos continuaron con su avance hacia el sur. Una dura batalla entre la 125.ª División del EPV y el 7.º Regimiento de Caballería se dio en la noche del 29 de noviembre, pero para la mañana del 30, el avance del 42.º Cuerpo del EPV se había detenido.
Por otro lado, el 38.º Cuerpo del EPV, estaba marchando hacia el camino Kunu-ri-Sunchon prácticamente sin oposición. A las 7 a. m. del 28 de noviembre, la 113.ª División del EPV del 38.º Cuerpo ocupó el pueblo de Samo-ri, ubicándose así a la derecha del 5.º Regimiento de Caballería y al lado del camino Kunu-ri-Sunchon. Una hora y media después, el pelotón de avanzada del 5.º Regimiento de Caballería fue emboscado y destruido. Con su avance bloqueado, el 5.º Regimiento de Caballería trató de separar a la guarnición china, pero se vio obligado a retroceder llegada la tarde. La 113.ª División luego ocupó el valle en donde estaba el camino Kunu-ri—Sunchon en la noche y bloqueo la ruta de escape de la 2.ª División de Infantería de los EE UU. Luego de recibir las noticias el 29 de noviembre, el 1.er Batallón, Regimiento de Middlesex, parte de la 27.ª Brigada, trató de barrer el valle desde el sur, pero el ataque fue detenido por falta de armamento pesado.
Una de las primeras víctimas del nuevo bloqueo chino fue un convoy de la Brigada Turca, y fue emboscado en la noche del 28 de noviembre. Una patrulla de policía militar fue enviada para investigar, pero la mayoría de sus miembros fueron eliminados en la mañana. Con la batalla aún tomando lugar en Kunu-ri, las noticias del bloqueo chino llegaron a la 2.ª División de Infantería de los EUA el 29 de noviembre. Keiser envió a la Compañía de Reconocimiento y el resto del 9.º Regimiento de Infantería para desplazar a los chinos, pero el bloqueo se mantuvo firme incluso con un pelotón de tanques atacándolo. Con la batalla de Kunu-ri finalizada para el 29 de noviembre, la 112.ª División del EPV se unió a la 113.ª División y el bloqueo se extendió a 6 kilómetros de profundidad.
No obstante, la 2.ª División de Infantería desconocía la fuerza del bloqueo en la noche del 29 de noviembre. Al mismo tiempo, la 25.ª División de Infantería de la Policía Militar reportó erróneamente que la ruta alternativa de repliegue desde Kunu-ri hasta Anju también estaba bloqueada por los chinos. Después, Coulter ordenó a Keiser que se repliegue rompiendo el bloqueo con la 27.ª Brigada de la Mancomunidad. A primeras horas de la mañana del 30 de noviembre, Keiser tomó la decisión de replegarse a través del valle.
En la mañana del 30 de noviembre, el 9.º Regimiento de Infantería lideró el repliegue atacando el bloqueo. Cuatro tanques fueron los primeros en ser enviados por el camino y los chinos detuvieron el fuego. Alentados por esto, el Coronel Sloane ordenó al 9.º Regimiento de Infantería a que avance, pero las ametralladoras y el fuego de mortero chinos inmediatamente detuvieron el avance a las 9 a. m. El 3.er Regimiento de Infantería de la RC adjunto a la 2.ª División de Infantería fue enviado para reforzar al 9.º Regimiento de los EUA, pero fue dispersado por fuego amigo. Sin contactos entre los comandos estadounidenses y las unidades británicas, el Regimiento de Middlesex avanzó hacia el extremo sur del valle sin atacar el bloqueo. Creyendo que el bloqueo era corto y que los británicos estaban atacando el camino, Keiser ordenó a la 2.ª División de Infantería a que atraviese el bloqueo a las 10 a. m.
Mientras la 2.ª División de Infantería entraba al valle, después conocido como la "baqueta", las ametralladoras chinas desataron un fuego devastador, mientras que los morteros saturaron el camino. La extensión del bloqueo tomó por sorpresa a la 2.ª División de infantería, y el camino rápidamente se vio lleno de vehículos destruidos y soldados muertos y heridos. Aquellos que trataron de cubrirse en las zanjas fueron dejados atrás sin mucho cuidado por el convoy que estaba haciéndose paso rápidamente hacia el sur, y la cohesión en la unidad se evaporó instantáneamente. Durante el día, la cobertura aérea trató de suprimir las posiciones chinas con algo de éxito, pero sin cobertura aérea durante la noche, el ataque chino se intensificó. Finalmente, los chinos bloquearon el camino por completo destruyendo a los 38.º y 503.º Batallones de Artillería, de la 2.ª División de Infantería, y las unidades de artillería inmovilizadas obligaron al resto de la división a abandonar todos los vehículos y replegarse hacia las colinas. En la retaguardia de la división, el coronel Freeman intentó salvar a su 23.º Regimiento de Infantería al replegarse a través del camino de Kunu-ri. En una de las últimas acciones de la batalla, el 23.º Regimiento disparó todas sus municiones de artillería (3206) en un lapso de 20 minutos, y la masiva cortina de fuego paralizó temporalmente a las tropas chinas que les venían siguiendo. Los últimos soldados de la 2.ª División de Infantería finalmente llegaron a Sunchon el 1 de diciembre, y para el 2 de diciembre el Octavo Ejército había perdido todo contacto con las fuerzas chinas.

## Consecuencias

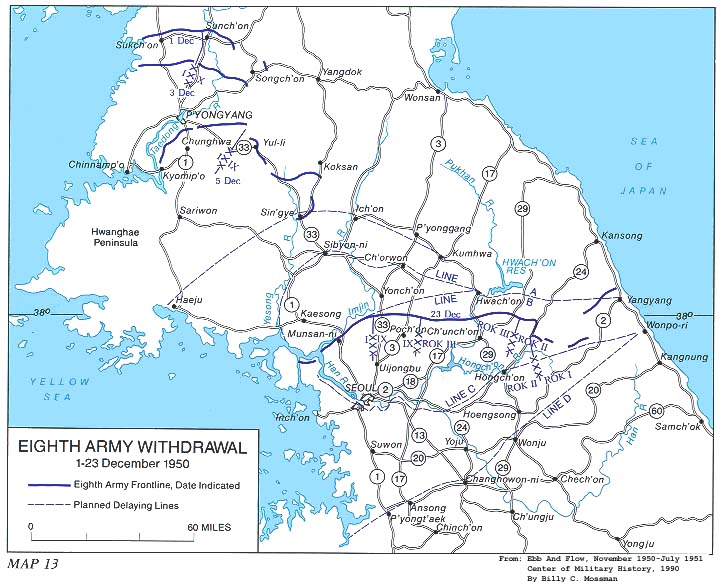
Mapa de la retirada del Octavo Ejército, 1–23 de diciembre de 1950

Tras la conclusión de la batalla, el número de bajas del Octavo Ejército de los Estados Unidos excedía los 11 000 hombres en el primer conteo. Un gran número de documento, incluyendo todos los registros de la 2.ª División de Infantería de los EUA y el 24.º Regimiento de los EUA, se perdieron durante la batalla, y esto dificicultó el trabajo de los historiadores que trataron de analizar en detalle o evaluar el daño y las pérdidas en batallas exactas. No obstante, más adelante se estimó que la 2.ª División había sufrido 4037 bajas, y la mayoría de sus piezas de artillería, 40 % de su equipo de señalización, 45 % de sus armas personales y un 30 % de sus vehículos. Es por eso que la 2.ª División de Infantería de los EUA fue designada como incapacitada, y Keiser fue relevado de su mando al final de la batalla. La otra unidad estadounidense que había reportado bajas significativas fue la 25.ª División de Infantería con 1.313 bajas. La Brigada Turca también reportó un total de 936 bajas y pérdidas del 90 % de sus equipos, 90 % de sus vehículosy 50 % de sus piezas de artillería, and the brigade was rendered combat ineffective. Las bajas surcoreanas no se pudieron estimar debido a que no existía ningún tipo de registro surcoreano durante la primera mitad de la guerra de Corea, pero según Paik, el cuartel del II Cuerpo de la RC se vio obligado a disolverse a consecuencia de la batalla. En cuanto a las bajas chinas, Pent estima que hubo 45 000 bajas para el final de la batalla, y la historia oficial china atribuye 20 000 bajas al combate, mientras que el resto son atribuidas a la falta de vestimentas adecuadas para el invierno y la falta de comida. Por su rol en la ejecución de la baqueta contra la 2.ª División de Infantería de los Estados Unidos, Peng otorgó al 38.º Cuerpo del EPV el título de "Cuerpo de los Diez Mil Años" el 1 de diciembre de 1950.
Con la 2.ª División de Infantería de los EUA, la Brigada Turca y el II Cuerpo de la RC fuera de combate, el Octavo Ejército se vio reducido a solo dos cuerpos, compuestos de cuatro divisiones y dos brigadas. Mientras tanto, el sobre extendido sistema logístico chino también había dejado a su 13.º ejército privado de suministros e incapaz de continuar operaciones ofensivas. Pero durante las caóticas retiradas de las Naciones Unidas, no se realizó ningún reconocimiento para determinar el estado de las fuerzas chinas. Como resultado de esto, Walker ordenó al Octavo Ejército a abandonar Corea del Norte el 3 de diciembre, para la sorpresa de los comandantes chinos. Este repliegue de 120 kilómetros al paralelo 38 es conocido en ocasiones como "la retirada más larga en la historia militar estadounidense". El Octavo Ejército en su totalidad también estaba acosada por una "bug out fever" (lit. fiebre de salir pitando) durante el repliegue, y una canción llamada el "Bugout Boogie" fue compuesta para conmemorar la derrota del Octavo Ejército. Walker murió dos días antes de la Navidad de 1950, y el Teniente General Matthew B. Ridgway asumió el mando del Octavo Ejército. En las Naciones Unidas, todas las esperanzas de una Corea unificada fueron abandonadas, y un cese al fuego en el paralelo 38 fue propuesto a China el 11 de diciembre de 1950.
La Batalla del río Ch'ongch'on representó el mejor momento del ejército chino en Corea. No obstante, Mao interpretó el cese al fuego de las Naciones Unidas como una debilidad que China debía explotar aún más. En contra del consego de Peng y otros veteranos líderes militares, Mao ordenó al EPV a que invadiera Corea del sur—una misión que estaba más allá de la capacidad militar china al mismo tiempo que rompió las delicadas líneas de suministros chinas. Reconociendo las limitaciones de los chinos, Ridgway luego lideró al Octavo Ejército infligiendo fuertes bajas al EPV durante las ofensivas chinas de 1951.